# Chinesisches Riesengleithörnchen
Das Chinesische Riesengleithörnchen (Petaurista xanthotis) ist ein Gleithörnchen aus der Gattung der Riesengleithörnchen (Petaurista). Es ist in den Bergregionen der westlichen Volksrepublik China verbreitet.

## Merkmale
Das Chinesische Riesengleithörnchen erreicht eine Kopf-Rumpf-Länge von 32,5 bis 43 Zentimetern sowie eine Schwanzlänge von 29 bis 35 Zentimetern. Die Hinterfußlänge beträgt 65 bis 80 Millimeter, die Ohrlänge 43 bis 50 Millimeter. Das Gewicht liegt bei etwa 700 bis 1200 Gramm. Die Rückenfärbung ist dunkelbraun mit einer gelblich-grauen Unterwolle und schwarzem Deckhaar mit weißen Spitzen. Die Kehle ist weiß, die Bauchseite grau. Die Gleithäute sind durch orangefarbene Ränder gekennzeichnet, der lange Schwanz besitzt schwarze und orange Haare. Die Füße sind schwarz, die Beine orange. Hinter den runden Ohren mit schwarzer Ohrspitze weisen die Tiere einen großen orangefarbenen Fleck auf. Die Unterarten unterschieden sich leicht in ihren Merkmalen.
Wie alle Riesengleithörnchen hat es eine große und behaarte Flughaut, die Hand- und Fußgelenke miteinander verbindet und durch eine Hautfalte zwischen den Hinterbeinen und dem Schwanzansatz vergrößert wird. Die Flughaut ist muskulös und am Rand verstärkt, sie kann entsprechend angespannt und erschlafft werden, um die Richtung des Gleitflugs zu kontrollieren.
Die Gesamtlänge des Schädels beträgt 65 bis 70 Millimeter. Die Mahlzähne werden als komplexer als bei anderen Arten der Gattung beschrieben.

## Verbreitung

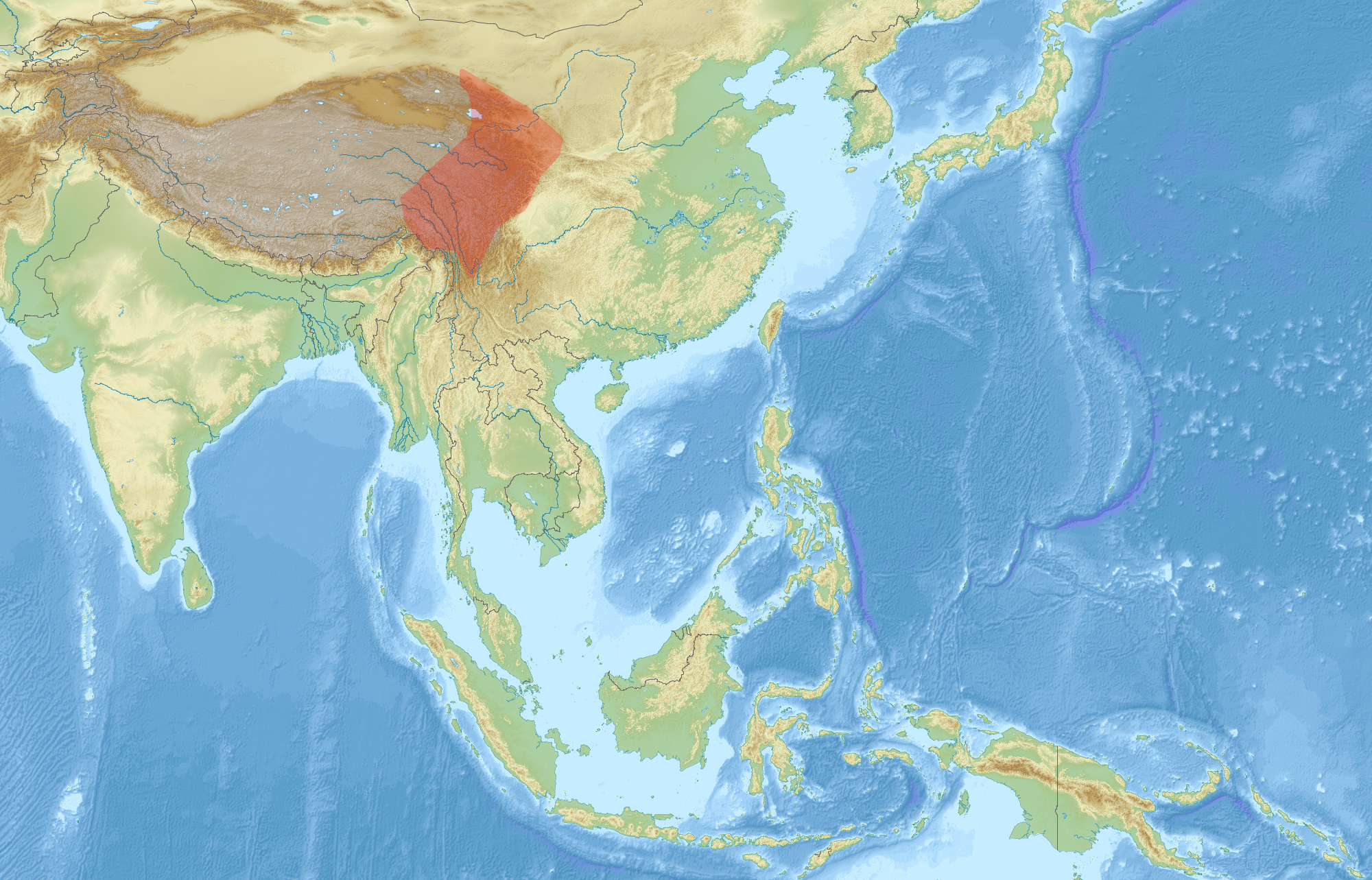
Verbreitungsgebiet (rötliche Bereiche) des Chinesischen Riesengleithörnchens

Das Chinesische Riesengleithörnchen verfügt über ein sehr großes Verbreitungsgebiet in der westlichen Volksrepublik China. Hier kommt es in mehreren Unterarten in den Provinzen Gansu, Sichuan, Yunnan, Qinghai, Xizang und Shaanxi vor.

## Lebensweise
Das Chinesische Riesengleithörnchen lebt als Hochlandart in Nadelwäldern der Bergregionen Zentralchinas und des Hochlands von Tibet in Höhen von etwa 3000 Metern. Es ist nachtaktiv und strikt baumlebend. Es ernährt sich fast ausschließlich von Pflanzenteilen, vor allem von jungen Trieben, Blättern und Samen. Wie alle anderen Flughörnchen ist auch diese Art in der Lage, weite Strecken gleitend zurückzulegen, indem sie von einem Baum abspringt.
Das Chinesische Riesengleithörnchen baut Nester in Baumhöhlen oder im Geäst höherer Bäume. Über das Fortpflanzungsverhalten liegen nur wenige Daten vor. Die Art bekommt ihre Jungen im Sommer und die Würfe bestehen in der Regel aus zwei Jungtieren. Ein Winterschlaf findet nicht statt.

## Systematik
Das Chinesische Riesengleithörnchen wird als eigenständige Art innerhalb der Gattung der Riesengleithörnchen (Petaurista) eingeordnet, die insgesamt acht bis neun Arten enthält. Die wissenschaftliche Erstbeschreibung stammt von Alphonse Milne-Edwards aus dem Jahr 1872 anhand von Individuen aus der Umgebung von Muping im Kreis Baoxing in der chinesischen Provinz Sichuan. Ursprünglich wurde die Art mit dem Japanischen Riesengleithörnchen (Petaurista leucogenys) zusammengefasst, gilt allerdings seit 1992 vor allem aufgrund der Zahnstruktur und dem Fehlen eines weißen Streifens hinter den Ohren wieder als eigene Art. Die Eigenständigkeit der Art wurde durch molekularbiologische Untersuchungen der mitochondrialen DNA der Cytochrom-c-Gensequenz bestätigt, dabei wurde eine nähere Verwandtschaft mit dem Taguan (Petaurista petaurista) festgestellt.
Innerhalb der Art werden je nach Systematik keine bis drei Unterarten unterschieden (Beschreibungen nach ):
- Petaurista xanthotis xanthotis (Nominatform), ist bekannt aus der Provinz Sichuan
- Petaurista xanthotis buechneri, lebt von Gansu bis Sichuan
- Petaurista xanthotis flichnerinae, lebt in Gansu

## Bestand, Gefährdung und Schutz
Das Chinesische Riesengleithörnchen wird von der International Union for Conservation of Nature and Natural Resources (IUCN) aufgrund seines großen Verbreitungsgebietes und seiner angenommen großen Bestände als nicht gefährdet (least concern) eingestuft. Ein starker Rückgang der Bestände wird nicht verzeichnet und potenzielle Gefährdungsursachen für die Bestände sind nicht bekannt. Vor allem historisch wurde die Art als Pelztier bejagt.

## Belege
1. 1 2 3 4 5 6 7 8 9 10  Chinese Giant Flying Squirrel. In: Andrew T. Smith, Yan Xie: A Guide to the Mammals of China. Princeton University Press, 2008; S. 180. ISBN 978-0-691-09984-2.
2. 1 2 3 4 5 6 7 8 9 10  Richard W. Thorington Jr., John L. Koprowski, Michael A. Steele: Squirrels of the World. Johns Hopkins University Press, Baltimore MD 2012; S. 122. ISBN 978-1-4214-0469-1
3. 1 2 3  Petaurista xanthotis in der Roten Liste gefährdeter Arten der IUCN 2010.4. Eingestellt von: A.T. Smith, C.H. Johnston, 2008. Abgerufen am 22. Juni 2014.
4. 1 2 3 4  Don E. Wilson & DeeAnn M. Reeder (Hrsg.): Petaurista xanthotis in Mammal Species of the World. A Taxonomic and Geographic Reference (3rd ed).